# Gary Player
Gary Player (Johannesburg, Sud-àfrica, 1 de novembre de 1935) és un jugador de golf considerat com un dels millors de la història amb Arnold Palmer i Jack Nicklaus.

## Jugador de golf
Va guanyar nou tornejos majors al llarg de la seva carrera: el Masters d'Augusta de 1961, 1974 i 1978, l'Obert dels Estats Units de 1965, l'Obert Britànic de 1959, 1968 i 1974 i el Campionat de la PGA de 1962 i 1972. A això se sumen sis segons posats, 23 top 5 i 44 top 10.
Player compta amb 24 victòries en el PGA Tour, així com 177 top 10. Va liderar la llista de guanys de la temporada 1961, aconseguint tres victòries i 20 top 10. En 1962 va obtenir una victòria i 10 top 10, i en 1963 va aconseguir una victòria, sis segons llocs i 18 top 10. Després va obtenir 12 top 10 en 1968 i 10 en 1969. Va tornar a guanyar tres tornejos en les temporades 1974 i 1978.
A part de la seva activitat en el PGA Tour, Player va jugar tornejos professionals de golf a tot el món. Ha registrat més de 15 milions de milles en viatges per avió. Va aconseguir 13 victòries en l'Obert de Sud-àfrica, 10 en el Masters de Sud-àfrica, set en el Campionat de la PGA de Sud-àfrica, set en l'Obert d'Austràlia i cinc en el Campionat Mundial de Match Play.
Va quedar primer dues vegades en la classificació individual de la Copa Mundial de Golf de 1965 i 1977.
El 26 i 27 de novembre de 1983 Jack Nicklaus, Arnold Palmer, Gary Player i Tom Watson van jugar per un premi de 360.000 dòlars en el primer Skins Game.
Després de complir 50 anys d'edat, el sud-africà va començar a jugar en el Champions Tour. Va aconseguir 19 triomfs, l'últim en el Northville Long Island Classic de 1998, incloent-hi nou majors de veterans. Va resultar segon en la llista de guanys de 1988, quart el 1989, cinquè l'any 1986 i sisè el 1987.
El 7 de gener de 2021, Player va ser guardonat, i va acceptar, la Medalla Presidencial de la Llibertat pel president dels Estats Units, Donald Trump.

## Altres activitats
És sobrenomenat el "Cavaller Negre" (Black Knight en anglès) per vestir de negre en els tornejos, i Mr. Fitness per mantenir-se en excel·lent estat físic mitjançant entrenament i alimentació rigorosos. Player és a més un arquitecte de camps de golf de renom amb més de 300 projectes de disseny a tot el món.
És també conegut per una extensa obra de caritat. The Player Group opera The Player Foundation, que té com a objectiu principal promoure l'educació desafavorida a tot el món. El 1983, la seva fundació va establir les escoles Blair Atholl a Johannesburg, Sud-àfrica, que compta amb instal·lacions educatives per a més de 500 estudiants des del parvulari fins al vuitè grau.
El 2013 va celebrar el seu 30è aniversari amb esdeveniments benèfics de golf a Londres,  Palm Beach, Xangai i Ciutat del Cap, portant el seu total de fons recaptats a més de 60 milions de dòlars EUA.

## Vida privada
Player va néixer a Johannesburg, Sud-àfrica, el més petit dels tres fills de Harry i Muriel Player. Quan tenia vuit anys, la seva mare va morir de càncer. Tot i que el seu pare sovint estava fora de casa treballant a les mines d'or, va aconseguir un préstec per comprar un conjunt de maces perquè Gary comencés a jugar al golf. El camp de golf Virginia Park de Johannesburg és el lloc on el jugador va començar la seva història amorosa amb el golf. A l'edat de 14 anys, el jugador va jugar la seva primera ronda de golf. Als 16 anys va anunciar que esdevindria el número u del món. Als 17 anys es va convertir en un jugador de golf professional.
Gary Player es va casar amb la dona Vivienne Verwey (germana del també golfista professional Bobby Verwey) el 19 de gener de 1957, quatre anys després de convertir-se en professional. Junts tenen sis fills: Jennifer, Marc, Wayne, Michele, Theresa i Amanda. També té 22 nets i 2 besnets. Durant els primers dies de la seva carrera, el jugador viatjaria de torneig en torneig amb la seva dona, els seus sis fills, la seva mainadera i un tutor al seu servei.
Marc, el fill gran del jugador, és propietari i opera Black Knight International, que representa exclusivament a Player en totes les seves activitats comercials, inclosos tots els avals, llicències, marxandatge, disseny de camps de golf i desenvolupament immobiliari.
Player és el germà de Ian Player, un notable educador ambiental, activista i conservacionista sud-africà que va ajudar a salvar el rinoceront blanc de l'extinció.
Amant del futbol, és seguidor de l'Arsenal i del Futbol Club Barcelona.

## Llegat
L'any 2000, el jugador va ser votat com a "Esportista del segle" a Sud-àfrica. El 1966, va rebre el premi Bob Jones, el màxim honor atorgat per l'Associació de Golf dels Estats Units en reconeixement de l'esportivitat n el golf. Va ser inclòs al Saló de la Fama del Golf Mundial el 1974. L'exposició "Gary Player - A Global Journey" va ser impulsada pel Saló de la Fama a partir del març de 2006.
L'any 2000, la revista Golf Digest va classificar Player com el vuitè millor golfista de tots els temps.
El 10 d'abril de 2009, va jugar per última vegada al Masters, en el que era la seva participació número 52 en aquest campionat, cada any des de 1957 excepte el 1973, quan es va recuperar d'una cirurgia. Després de Nicklaus i Palmer, va ser l'últim dels Tres Grans a retirar-se d'aquest torneig, la qual cosa és un testimoni de la seva longevitat.
Als 73 anys, el 23 de juliol de 2009, Player va competir al Senior British Open Championship al Sunningdale Golf Club, 53 anys després d'aconseguir la seva primera victòria al Tour Europeu al recinte de Berkshire.
Augusta National Golf Club i el Masters van anunciar el 5 de juliol de 2011 que el jugador havia estat convidat a unir-se a Jack Nicklaus i Arnold Palmer si acceptava el reconeixement com a titular honorari. Els Tres Grans es van reunir per aquest motiu a partir del torneig de 2012.
El juliol de 2013, es va convertir en l'atleta més gran que mai havia acceptat participar nu en una sessió de fotos per a sortir a la revista anual Body Issue d'ESPN The Magazine, per inspirar a la gent a seguir cuidant-se durant tota la seva vida, sigui quina sigui la seva edat.

## Principals victòries

### PGA
| Llegenda                            |
| Majors (9)                          |
| Altres tornejos de la PGA Tour (15) |

| No. | Data            | Torneig                             | Puntuació             | Marge de victòria | Rival(s)                              |
| --- | --------------- | ----------------------------------- | --------------------- | ----------------- | ------------------------------------- |
| 1   | 20 Abril 1958   | Kentucky Derby Open                 | −14 (68-68-69-69=274) | 3 cops            | Chick Harbert, Ernie Vossler          |
| 2   | 3 Juliol 1959   | The Open Championship               | −4 (75-71-70-68=284)  | 2 cops            | Fred Bullock, Flory Van Donck         |
| 3   | 29 gener 1961   | Lucky International Open            | −12 (70-69-68-65=272) | 2 cops            | George Bayer, Don Whitt               |
| 4   | 26 Març 1961    | Sunshine Open Invitational          | −15 (69-68-67-69=273) | 1 cop             | Arnold Palmer                         |
| 5   | 10 Abril 1961   | 1961 Masters Tournament             | −8 (69-68-69-74=280)  | 1 cop             | Charles Coe, Arnold Palmer            |
| 6   | 22 Juliol 1962  | 1962 PGA Championship               | −2 (72-67-69-70=278)  | 1 cop             | Bob Goalby                            |
| 7   | 13 gener 1963   | San Diego Open Invitational         | −14 (65-65-70-70=270) | 1 cop             | Tony Lema                             |
| 8   | 9 Març 1964     | Pensacola Open                      | −14 (71-68-66-69=274) | Playoff           | Miller Barber, Arnold Palmer          |
| 9   | 31 Maig 1964    | 500 Festival Open Invitation        | −11 (70-66-70-67=273) | 1 cop             | Doug Sanders, Art Wall Jr.            |
| 10  | 21 Juny 1965    | 1965 U.S. Open                      | +2 (70-70-71-71=282)  | Playoff           | Kel Nagle                             |
| 11  | 13 Juliol 1968  | 1968 Open Championship (2)          | +1 (74-71-71-73=289)  | 2 cops            | Bob Charles, Jack Nicklaus            |
| 12  | 20 Abril 1969   | Tournament of Champions (PGA Tour)  | −4 (69-74-69-72=284)  | 2 cops            | Lee Trevino                           |
| 13  | 5 Abril 1970    | Greater Greensboro Open             | −13 (70-63-73-65=271) | 2 cops            | Miller Barber                         |
| 14  | 21 Març 1971    | Greater Jacksonville Open           | −7 (70-70-72-69=281)  | Playoff           | Hal Underwood                         |
| 15  | 28 Març 1971    | National Airlines Open Invitational | −14 (69-67-70-68=274) | 2 cops            | Lee Trevino                           |
| 16  | 26 Març 1972    | Greater New Orleans Open            | −9 (73-69-68-69=279)  | 1 cop             | Dave Eichelberger, Jack Nicklaus      |
| 17  | 6 Agost 1972    | 1972 PGA Championship (2)           | +1 (71-71-67-72=281)  | 2 cops            | Tommy Aaron, Jim Jamieson             |
| 18  | 9 Setembre 1973 | Southern Open                       | −10 (69-65-67-69=270) | 1 cop             | Forrest Fezler                        |
| 19  | 14 Abril 1974   | 1974 Masters Tournament (2)         | −10 (71-71-66-70=278) | 2 cops            | Dave Stockton, Tom Weiskopf           |
| 20  | 26 Maig 1974    | Danny Thomas Memphis Classic        | −15 (65-72-69-67=273) | 2 cops            | Lou Graham, Hubert Green              |
| 21  | 13 Juliol 1974  | 1974 Open Championship (3)          | −2 (69-68-75-70=282)  | 4 cops            | Peter Oosterhuis                      |
| 22  | 9 abril 1978    | 1978 Masters Tournament (3)         | −11 (72-72-69-64=277) | 1 cop             | Rod Funseth, Hubert Green, Tom Watson |
| 23  | 16 Abril 1978   | MONY Tournament of Champions (2)    | −7 (70-68-76-67=281)  | 2 cops            | Andy North, Lee Trevino               |
| 24  | 23 abril 1978   | Houston Open                        | −18 (64-67-70-69=270) | 1 cop             | Andy Bean                             |

## Reconeixements
- Va rebre el Premi Bob Jones de 1966 de la United States Golf Association.
- Player va ingressar en el Saló de la Fama del Golf Mundial en la primera tria, feta l'any 1974.[23]
- Nomenat membre honorari del Royal and Ancient Golf Club de St Andrews el 1994.
- Va rebre el títol de doctor honoris causa en Dret per la Universitat de St Andrews el 1995.
- Va rebre un doctor honoris causa en ciències per la Universitat d'Ulster, Irlanda del Nord el 1997
- El trofeu WGC-Bridgestone Invitational rep el nom de Gary Player Cup.
- Nomenat membre honorari de Carnoustie el 1999
- Va rebre el títol de doctor honoris causa en dret a la Universitat de Dundee, Escòcia el 1999
- Premi a l'esportista sud-africà del segle el 2000
- Va rebre el premi Laureus Lifetime Achievement Award als Laureus World Sports Awards de Monte Carlo.
- Guardonat amb l'Orde d'Ikhamanga (en or per assoliment excepcional) el 2003 pel  President Mbeki de Sud-àfrica per l'excel·lència en el golf i la seva contribució a l'esport no racial a Sud-àfrica.
- Va ser el primer jugador de golf del món a aparèixer al segell postal de qualsevol país a Sud-àfrica.
- Va rebre el Premi Payne Stewart del 2006 de la PGA Tour.
- Va jugar al seu 52è Torneig Masters a l'Augusta National l'abril del 2009, ampliant el seu rècord de més aparicions al Masters
- Introduït al Saló de la Fama dels Esports Afroamericans el maig de 2007, amb el premi Lifetime Achievement Award
- Ha jugat en un rècord de 46 campionats oberts britànics consecutius, guanyant-lo 3 vegades al llarg de tres dècades.
- Va ser inclòs al Saló de la Fama del Golf del Pacífic asiàtic amb Jack Nicklaus el 2011 en una cerimònia a Pattaya, Tailàndia.
- Va rebre elPGA Tour Lifetime Achievement Award al The Players Championship el maig de 2012. La primera persona internacional que va rebre aquest guardó.
- Va rebre el GCSAA Old Tom Morris Award 2020 de l'Associació de Superintendents del Camp de Golf d'Amèrica[24]
- Va rebre la Presidential Medal of Freedom el 7 de gener de 2021 del llavors president Donald Trump.[25]